# Los Angeles Rams 1991
La stagione 1991 dei Los Angeles Rams è stata la 54ª della franchigia nella National Football League e la 46ª a Los Angeles Con un record di 3-13 la squadra scese all'ultimo posto della division, mancando i playoff per il secondo anno consecutivo.

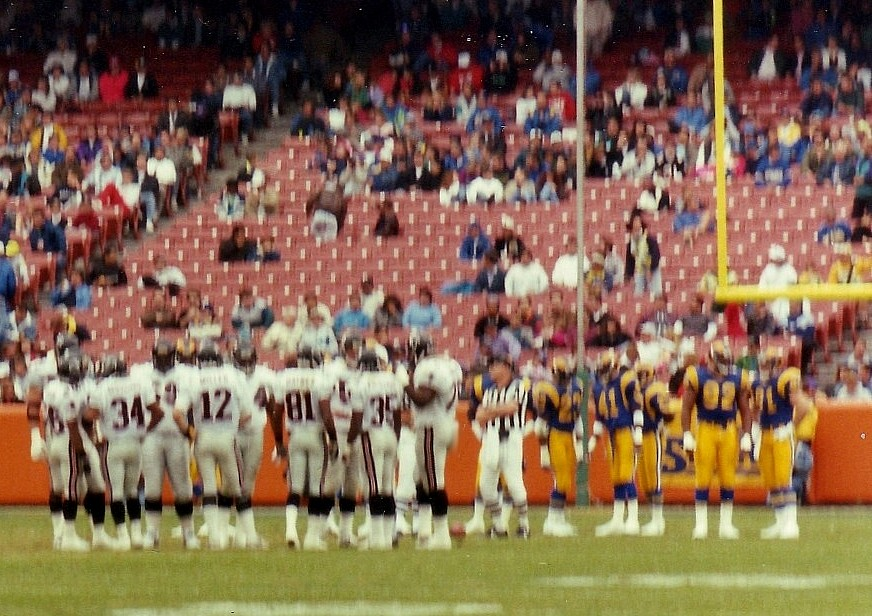
I Rams contro gli Atlanta Falcons all'Anaheim Stadium nel 1991

## Roster
| Roster dei Los Angeles Rams nel 1991 |
| --- |
| Quarterback - 11 Jim Everett - 14 Mike Pagel Running Back - 39 Robert Delpino FB - 22 Marcus Dupree - 43 Cleveland Gary - 38 David Lang - 24 Buford McGee FB - 44 Mosi Tatupu FB - 32 Ernie Thompson Wide Receiver - 83 Flipper Anderson - 81 Ron Brown - 84 Aaron Cox - 80 Henry Ellard - 18 Jimmy Raye III - 82 Vernon Turner KR/PR Tight End - 88 Pat Carter - 86 Damone Johnson - 87 Jim Price Offensive Linemen - 61 Bern Brostek G - 72 Robert Jenkins T - 67 Duval Love G - 66 Tom Newberry C - 64 Gerald Perry T - 71 Joe Milinichik G/T - 69 Jeff Pahukoa G/T - 78 Jackie Slater T - 56 Doug Smith C Defensive Linemen - 79 Mike Charles DT - 75 Tom Gibson DE - 91 Kevin Greene DE - 70 Bill Hawkins DE - 95 Mike Piel DT - 93 Chris Pike DT - 97 Gerald Robinson DE - 92 David Rocker DT - 92 Ben Thomas DE - 77 Karl Wilson DE - 99 Alvin Wright DT - 76 Robert Young DE Linebacker - 59 Paul Butcher OLB - 94 Terry Crews MLB - 51 Brett Faryniarz OLB - 52 Larry Kelm MLB - 90 Mike McDonald OLB - 58 Roman Phifer OLB - 55 Glenell Sanders MLB - 50 Frank Stams LB - 53 Fred Strickland OLB Defensive Back - 28 Robert Bailey CB - 25 Jerry Gray CB - 20 Darryl Henley CB - 27 Sammy Lilly CB - 41 Todd Lyght CB - 26 Anthony Newman FS/SS - 23 Michael Stewart SS - 37 Pat Terrell FS - 21 Rodney Thomas CB Special Team - 5 Dale Hatcher P - 9 Barry Helton P - 10 Tony Zendejas K |
| Legenda - I rookie sono in corsivo. - Il primo ruolo è il principale mentre gli eventuali successivi indicano i ruoli secondari. - (IR) sta per Injured Reserve ed indica la lista ristretta per un solo giocatore infortunato che può tornare ad allenarsi dopo la settimana 6 e a rientrare in prima squadra dopo che questa ha giocato 8 partite. - (NF-Inj.) / (NF-Ill.) stanno rispettivamente per Non-Football Injured e Non-Football Illness ed indicano le liste dove viene inserito un giocatore che ha un infortunio o una malattia non dipendente dal football americano. - (PUP) sta per Physically Unable to Perform ed indica la lista dove viene inserito un giocatore mentre è in attesa di recuperare la condizione fisica. Nella stagione regolare dopo la sesta partita giocata dalla propria squadra, il giocatore ha tempo tre settimane per riprendere ad allenarsi, più tre settimane aggiuntive dal suo rientro agli allenamenti per rientrare in prima squadra. |

Fonte:

## Calendario
| Stagione regolare |                        |           |        |                               |
| Turno             | Avversario             | Risultato | Record | Stadio                        |
| 1                 | Phoenix Cardinals      | S 14–24   | 0–1    | Anaheim Stadium               |
| 2                 | at New York Giants     | V 19–13   | 1–1    | Giants Stadium                |
| 3                 | at New Orleans Saints  | S 7–42    | 1–2    | Louisiana Superdome           |
| 4                 | at San Francisco 49ers | S 10–27   | 1–3    | Candlestick Park              |
| 5                 | Green Bay Packers      | V 23–21   | 2–3    | Anaheim Stadium               |
| 6                 | Pausa                  |           |        |                               |
| 7                 | San Diego Chargers     | V 30–24   | 3–3    | Anaheim Stadium               |
| 8                 | at Los Angeles Raiders | S 17–20   | 3–4    | Los Angeles Memorial Coliseum |
| 9                 | at Atlanta Falcons     | S 14–31   | 3–5    | Atlanta–Fulton County Stadium |
| 10                | New Orleans Saints     | S 17–24   | 3–6    | Anaheim Stadium               |
| 11                | Kansas City Chiefs     | S 20–27   | 3–7    | Anaheim Stadium               |
| 12                | at Detroit Lions       | S 10–21   | 3–8    | Pontiac Silverdome            |
| 13                | San Francisco 49ers    | S 10–33   | 3–9    | Anaheim Stadium               |
| 14                | Washington Redskins    | S 6–27    | 3–10   | Anaheim Stadium               |
| 15                | Atlanta Falcons        | S 14–31   | 3–11   | Anaheim Stadium               |
| 16                | at Minnesota Vikings   | S 14–20   | 3–12   | Metrodome                     |
| 17                | at Seattle Seahawks    | S 9–23    | 3–13   | Kingdome                      |

Nota: gli avversari della propria division sono in grassetto

## Classifiche
| NFC West               |    |    |   |      |     |      |     |     |     |
|                        | V  | S  | P | %    | DIV | CONF | PF  | PS  | STR |
| (3) New Orleans Saints | 11 | 5  | 0 | .688 | 4–2 | 8–4  | 341 | 211 | V2  |
| (6) Atlanta Falcons    | 10 | 6  | 0 | .625 | 5–1 | 7–5  | 361 | 338 | S1  |
| San Francisco 49ers    | 10 | 6  | 0 | .625 | 3–3 | 7–5  | 393 | 239 | V6  |
| Los Angeles Rams       | 3  | 13 | 0 | .188 | 0–6 | 2–10 | 234 | 390 | S10 |